# Agrilus athos
Agrilus athos – gatunek chrząszcza z rodziny bogatkowatych i podrodziny Agrilinae.
Gatunek ten opisany został w 2018 roku przez Eduarda Jendeka i Wasilija Griebiennikowa na łamach Zootaxa. Jako miejsce typowe wskazano Ban Saleuy w okolicy Sam Neua w Laosie. Epitet gatunkowy nadano na cześć Atosa z powieści Alexandre’a Dumasa.
Chrząszcz o wrzecionowatym w zarysie, przysadzistym ciele długości 4,1–5,7 mm. Wierzch ciała jest jednolicie ubarwiony, wypukły. Głowa wyposażona jest w oczy złożone o średnicy większej niż połowa szerokości ciemienia. Ciemię jest pomarszczone i zaopatrzone w pośrodkowy wcisk. Czułki mają piłkowanie zaczynające się od czwartego członu, a człony od siódmego do dziesiątego zaopatrzone w szypułki. Przedplecze jest poprzeczne, najszersze pośrodku; ma łukowaty i szeroki płat przedni na wysokości przednich kątów, lekko łukowate brzegi boczne i proste kąty tylne. Na powierzchni przedplecza występują wciski przednio-środkowy, tylno-środkowy i para wcisków bocznych. Prehumerus ma formę żeberkowatą. Boczne żeberka przedplecza są silnie zbieżne. Pokrywy mają owłosienie ułożone w dwie poprzeczne przepaski i mają osobno wyokrąglone wierzchołki. Przedpiersie ma płytko, szeroko i łukowato wykrojoną odsiebną krawędź płata oraz wgnieciony i szeroki wyrostek międzybiodrowy. Zapiersie odznacza się wciśniętym wyrostkiem międzybiodrowym. Odwłok ma niezmodyfikowany pierwszy z widocznych sternitów (wentryt) oraz łukowatą wierzchołkową krawędź pygidium. Genitalia samca cechują się symetrycznym edeagusem.
Owad orientalny, endemiczny dla Półwyspu Indochińskiego, znany z prowincji Houaphan w Laosie oraz prowincji Chiang Mai w Tajlandii.